# Pushpa Raj Ojha
Pushpa Raj Ojha (ur. 19 sierpnia 1959) – nepalski lekkoatleta, sprinter, uczestnik Letnich Igrzysk Olimpijskich 1984.
Podczas Igrzysk w Los Angeles, wziął udział w rywalizacji sprinterów na 400 metrów. Ojha startował z pierwszego toru w siódmym biegu eliminacyjnym. Z wynikiem 52,12 zajął ostatnie, 8. miejsce w swoim biegu eliminacyjnym, co w łącznej klasyfikacji dało mu 76. miejsce na 80 sklasyfikowanych zawodników (odpadł w eliminacjach).

## Rekordy życiowe
| Dystans            | Wynik (s) | Data |
| ------------------ | --------- | ---- |
| bieg na 400 metrów | 51,05     | 1982 |